# Slängpolska
Slängpolska är en benämning om polskedanser som används med två helt olika betydelser. 
Benämningen används i främst södra och östra Sverige om dans som dansas till polonäspolskemusik. I övriga Sverige används benämningen om polskdanser med en livlig omdansning, t.ex. Slängpolsk från övre Klarälvsdalen, Slängpolska från Skaftö, Slängpolska från Svanskog och Slängpolska från Malung. Se polska.
Mer om slängpolska  som dansas till polonäspolskemusik.
Den först nämnda betydelsen av slängpolska avser en äldre typ av polska som kom till Sverige under 1600-talet från Polen och har många variationer i figurer, tempo och karaktär.med jämn indelning av taktdelarna (varje taktdel har lika lång tid). Den slängpolskan dansades ursprungligen "på fläck". Detta kommer sig av att när slängpolskan dansades av allmogen rörde sig dansparet inte runt i rummet, utan svängde om på samma fläck i rummet, då det var ovanligt med stora dansgolv och ofta fick endast ett eller två par plats samtidigt på golvet. Det var en förhärskande modedans på många håll fram till mitten av 1800-talet då tekniken att dansa runt i lokalen slagit igenom på de flesta håll. Slängpolska till polonäspolskemusik kommer främst från södra och östra Sverige. Från Västergötland och eventuellt även angränsande delar av Småland (Ulricehamnstrakten) kommer Bleking som är en sorts slängpolska.   
På stämmor och festivaler dansas ibland polska både som slängpolska på fläck och som polska i valsbana runt i rummet genom att man i mitten av rummet (och eventuellt i hörnen av ett fyrkantigt rum) dansar på fläck. Det brukar på så sätt gå bra att samsas om båda sätten att dansa polska. 

## Källhänvisningar
Se källhänvisningar i artiklarna om polska samt Slängpolsk från övre Klarälvsdalen. 